# A.C.G.T
A.C.G.T Inc. (株式会社エー・シー・ジー・ティー Kabushiki-gaisha Ē shī jī tī?, estilizado como A・C・G・T) es un estudio de producción de anime japonesa, fundado en 2001 por miembros de Triangle Staff. Ha estado involucrada en el desarrollo de muchas series, predominantemente ha colaborado con otros estudios y ha adaptado trabajos basados en novelas ligeras y Manga. Es una subsidiaria de OB Planning, que maneja la producción ejecutiva de muchas de sus series. A.C.G.T también trabaja regularmente con Genco, que a veces proporciona la producción ejecutiva mientras que "A.C.G.T." completa la producción de animación. El nombre de "A.C.G.T." puede ser una referencia a los cuatro ácidos nucleicos del ADN.

## Trabajos

### Series de televisión
| Año  | Título | Director(es)              | Fecha de primera transmisión | Fecha de última transmisión | Eps. | Notas | Refs.       |
| ---- | --- | ------------------------- | ---------------------------- | --------------------------- | ---- | --- | ----------- |
| 2002 | Shichinin no Nana                                                                                         | Yasuhiro Imagawa          | 10 de enero de 2002          | 27 de junio de 2002         | 25   | Adaptación del manga escrito por Yasuhiro Imagawa e ilustrado por Azusa Kunihiro.                             |             |
| 2002 | Duel Masters                                                                                              | Waruo Suzuki              | 21 de octubre de 2002        | 4 de abril de 2003          | 26   | Basado en la franquicia Duel Masters. Coproducción junto a Studio Hibari.                                     |             |
| 2003 | Ningen Kōsaten                                                                                            | Issei Kume                | 5 de abril de 2003           | 28 de junio de 2003         | 13   | Adaptación del manga escrito por Masao Yajima e ilustrado por Kenshi Hirokane.                                |             |
| 2003 | Dear Boys                                                                                                 | Susumu Kudo               | 8 de abril de 2003           | 29 de septiembre de 2003    | 26   | Adaptación del manga escrito e ilustrado por Hiroki Yagami.                                                   |             |
| 2003 | Kino no Tabi: The Beautiful World                                                                         | Ryūtarō Nakamura          | 8 de abril de 2003           | 8 de julio de 2003          | 13   | Adaptación de las novelas ligeras escritas por Keiichi Sigsawa e ilustradas por Kouhaku Kuroboshi.            |             |
| 2004 | Koi Kaze                                                                                                  | Takahiro Ōmori            | 1 de abril de 2004           | 17 de junio de 2004         | 13   | Adaptación del manga escrito e ilustrado por Motoi Yoshida.                                                   |             |
| 2004 | Initial D Fourth Stage                                                                                    | Tsuneo Tominaga           | 17 de abril de 2004          | 18 de febrero de 2006       | 24   | Adaptación del manga escrito e ilustrado por Shuichi Shigeno.                                                 |             |
| 2005 | Lime-iro Ryuukitan X                                                                                      | Tsuneo Tominaga           | 5 de enero de 2005           | 30 de marzo de 2005         | 13   | Adaptación de la novela visual desarrollada por ELF Corporation.                                              |             |
| 2006 | Project Blue Earth SOS                                                                                    | Tensai Okamura            | 2 de julio de 2006           | 3 de diciembre de 2006      | 6    | Historia original.                                                                                            |             |
| 2007 | GR: Giant Robo                                                                                            | Ren Usami Masahiko Murata | 19 de enero de 2007          | 20 de julio de 2007         | 13   | Adaptación del manga escrito e ilustrado por Mitsuteru Yokoyama.                                              |             |
| 2007 | Wangan Midnight                                                                                           | Tsuneo Tominaga           | 8 de junio de 2007           | 13 de septiembre de 2008    | 26   | Adaptación del manga escrito e ilustrado por Michiharu Kusunoki.                                              |             |
| 2008 | Kimi ga Aruji de Shitsuji ga Ore de                                                                       | Susumu Kudo               | 4 de enero de 2008           | 29 de marzo de 2008         | 13   | Adaptación de la novela visual desarrollada por Minato Soft.                                                  |             |
| 2008 | Monochrome Factor                                                                                         | Yū Kou                    | 7 de abril de 2008           | 29 de septiembre de 2008    | 24   | Adaptación del manga escrito e ilustrado por Kairi Sorano.                                                    | [ 1 ]       |
| 2011 | Freezing                                                                                                  | Takashi Watanabe          | 8 de enero del 2011          | 7 de abril del 2011         | 12   | Adaptación del manga escrito por Dall-Young Lim e ilustrado por Kwang-Hyun Kim.                               |             |
| 2013 | Freezing Vibration                                                                                        | Takashi Watanabe          | 4 de octubre de 2013         | 20 de diciembre de 2013     | 12   | Secuela de Freezing.                                                                                          |             |
| 2014 | Fuuun Ishin Dai☆Shogun                                                                                    | Takashi Watanabe          | 10 de abril de 2014          | 26 de junio de 2014         | 12   | Historia original. Coproducción junto a J.C.Staff.                                                            |             |
| 2017 | Minami Kamakura Kōkō Joshi Jitensha-Bu                                                                    | Susumu Kudo               | 7 de enero de 2017           | 25 de marzo de 2017         | 13   | Adaptación del manga escrito e ilustrado por Noriyuki Matsumoto. Coproducción junto a J.C.Staff.              | [ 2 ]       |
| 2017 | Dies Irae                                                                                                 | Susumu Kudō               | 14 de octubre de 2017        | 23 de diciembre de 2017     | 11   | Adaptación de la novela visual desarrollada por Light.                                                        |             |
| 2019 | To Aru Kagaku no Accelerator                                                                              | Nobuharu Kamanaka         | 12 de julio de 2019          | 27 de septiembre de 2019    | 12   | Adaptación del manga escrito por Kazuma Kamachi e ilustrado por Arata Yamaji. Coproducción junto a J.C.Staff. | [ 3 ]       |
| 2022 | Orient | Tetsuya Yanagisawa        | 5 de enero de 2022           | 23 de marzo de 2022         | 12   | Adaptación del manga escrito e ilustrado por Shinobu Ohtaka.                                                  | [ 4 ]       |
| 2022 | Orient: Awajishima Gekitou-hen                                                                            | Tetsuya Yanagisawa        | 11 de julio de 2022          | 26 de septiembre de 2022    | 12   | Secuela de Orient                                                                                             | [ 5 ]       |
| 2023 | Bōshoku no Berserk                                                                                        | Tetsuya Yanagisawa        | 5 de octubre de 2023         | 21 de diciembre de 2023     | 12   | Adaptación de las novelas ligeras escritas por Ichika Isshiki e ilustradas por fame.                          | [ 6 ] [ 7 ] |
| 2026 | Omae Gotoki ga Maō ni Kateru to Omō na to Yūsha Party wo Tsuihō Sareta no de, Ōto de Kimama ni Kurashitai | Nobuharu Kamanaka         | 2026                         | —                           | —    | Adaptación de las novelas ligeras escritas por Ichika Isshiki e ilustradas por fame.                          | [ 8 ]       |

### OVAs
| Año  | Título                   | Director(es)     | Fecha de primera transmisión | Fecha de última transmisión | Eps. | Notas                              | Refs. |
| ---- | ------------------------ | ---------------- | ---------------------------- | --------------------------- | ---- | ---------------------------------- | ----- |
| 2003 | Shin Hokuto no Ken       | Takashi Watanabe | 24 de julio de 2003          | 28 de mayo de 2004          | 3    | Secuela de Hokuto no Ken 2.        |       |
| 2007 | Initial D Battle Stage 2 | Tsuneo Tominaga  | 30 de mayo de 2007           | 30 de mayo de 2007          | 1    | Secuela de Initial D Battle Stage. |       |
| 2008 | Initial D Extra Stage 2  | Tsuneo Tominaga  | 3 de octubre de 2008         | 3 de octubre de 2008        | 1    | Secuela de Initial D Extra Stage.  |       |

### ONAs
| Año  | Título                                             | Director(es) | Fecha de primera transmisión | Fecha de última transmisión | Eps. | Notas                                                                                  | Refs. |
| ---- | -------------------------------------------------- | ------------ | ---------------------------- | --------------------------- | ---- | -------------------------------------------------------------------------------------- | ----- |
| 2017 | Dies Irae: Marie's Memory "Michi ni Tsuuzu Kiseki" | Susumu Kudō  | 29 de diciembre de 2017      | 29 de diciembre de 2017     | 1    | Resumen de los primeros nueve episodios de Dies Irae desde el punto de vista de Marie. |       |
| 2019 | Dies Irae: To the Ring Reincarnation               | Susumu Kudō  | 1 de julio de 2018           | 1 de julio de 2018          | 6    | Secuela de Dies Irae.                                                                  |       |

### Películas
| Año  | Título                                              | Director(es)     | Duración | Notas                                                                                              | Refs. |
| ---- | --------------------------------------------------- | ---------------- | -------- | -------------------------------------------------------------------------------------------------- | ----- |
| 2005 | Kino no Tabi: Nanika wo Suru Tame ni -Life Goes On- | Takashi Watanabe | 29m      | Adaptación de las novelas ligeras escritas por Keiichi Sigsawa e ilustradas por Kouhaku Kuroboshi. |       |